# Trachymene ceratocarpa
Trachymene ceratocarpa är en flockblommig växtart som först beskrevs av Robert Desmond David Fitzgerald, och fick sitt nu gällande namn av Gregory John Keighery och Barbara Lynette Rye. Trachymene ceratocarpa ingår i släktet Trachymene och familjen flockblommiga växter. Inga underarter finns listade i Catalogue of Life.